# Louie Spicolli
Louis Mucciolo Jr. (San Pedro (Los Angeles), 10 februari 1971 – Los Angeles, 15 februari 1998) was een Amerikaans professioneel worstelaar die vooral bekend is van zijn tijd bij World Wrestling Federation als Rad Radford en bij Extreme Championship Wrestling en World Championship Wrestling als Louie Spicolli.

## Carrière
Op 17-jarige leeftijd begon Mucciolo te trainen met "Big" Bill Anderson nadat ze elkaar ontmoet hebben op een worstelshow, die gehouden werd op de Los Angeles Memorial Sports Arena. In 1988 debuteerde Mucciolo op 17-jarige leeftijd en werkte als een jobber voor de World Wrestling Federation als Louie Spicolli. Hij zou zijn ringnaam gebruiken tot eind maart 1995.
In 1989 reisde Mucciolo met Tim Patterson en zijn trainer, Bill Anderson, met wie hij een stable vormde als "Los Mercenarios Americanos" ("The American Mercenaries"), naar Tijuana, Mexico. Ze waren een trio van gemaskerde heels en ruzieden met de Villano-familie.
Mucciolo worstelde de volgende jaren voor verscheidene onafhankelijke worstelorganisaties zoals Universal Wrestling Federation, Frontier Martial-Arts Wrestling, Smoky Mountain Wrestling en Asistencia Asesoría y Administración.

### World Wrestling Federation
In 1995 keerde Mucciolo terug naar de World Wrestling Federation als Rad Radford, een fan van grunge en ogenschijnlijk de vriend van Courtney Love. Radford werkte een angle met de Bodydonnas en hij wou lid worden van de groep.
In 1996 werd Mucciolo bewusteloos gevonden door een buurman na een overdosis van carisoprodol, een spierverslapper. Mucciolo leed aan een epileptische aanval. Hij was voor verscheidene dagen op de intensieve zorg. Door de steroïden-controverse besloot de WWF om zijn contract te ontbinden, op voorwaarde dat hij niet zou werken voor de World Championship Wrestling (WCW), een concurrente organisatie van WWF.

### Extreme Championship Wrestling
Voordat Mucciolo, in juli 1996, aan de slag ging bij Extreme Championship Wrestling, worstelde hij met een depressie. In ECW worstelde hij onder de ringnaam Louie Spicolli en hij was een face. Later veranderde Spicolli in een heel en ruziede met Tommy Dreamer. Spicolli verliet de organisatie nadat eigenaar Paul Heyman ontdekte dat hij heimelijk onderhandelingen had met de WWF en WCW. Bovendien gebruikte Spicolli nog steeds drugs en werd door zijn drugsmisbruik gezien als een schande voor het bedrijf.

### World Championship Wrestling
Eind 1997 ondertekende Mucciolo een contract met de World Championship Wrestling (WCW) als Louie Spicolli. Spicolli werd de lakei van Scott Hall, die lid is van New World Order. Spicolli begon dan later de wedstrijden becommentariëren. Hall en Spicolli ruzieden dan met Larry Zbyszko omdat Spicolli de golfclubs van Zbyszko stal. Hall en Spicolli vielen Zbyszko aan met de golfclubs om zijn knieën te laten breken. Dit leidde tot een wedstrijd tussen Spicolli en Zbyszko op SuperBrawl VIII, dat plaatsvond op 22 februari 1998. De wedstrijd heeft nooit plaatsgevonden nadat Mucciolo (Spicolli), een week voor de wedstrijd, overleed.

## Dood
Op 15 februari 1998 overleed Mucciolo aan een overdosis van carisoprodol en wijn. Tijdens zijn slaap stikte hij in zijn eigen braaksel. Hij was 27 jaar oud.

## In het worstelen
- Finishers
  - Powerbomb
  - Death Valley driver

- Kenmerkende bewegingen
  - Bridging Northern Lights suplex
  - Cutter

## Prestaties
- American Wrestling Federation
  - AWF Heavyweight Championship (1 keer)

- Interwest Wrestling Federation
  - IWF Heavyweight Championship (1 keer)

- World Wrestling Association
  - WWA World Trios Championship (2 keer: met Bill Anderson & Tim Patterson)